# Selvisk
Selvisk er et adjektiv for når man kun varetager egne interesser og forølger egne behov. Synonymer kan være egoistisk eller egenkærlighed.